# Mount Hight
Mount Hight is een berg in Coos County, New Hampshire. De berg maakt deel uit van het Carter-Moriah gebergte van de White Mountains. Ten noorden van Mount Hight ligt de South Carter Mountain en ten zuidwesten de Carter Dome.